# Marousse
Marousse est un groupe de punk rock français. Le groupe s'inspire également du ska punk.

## Biographie
Marousse est formé en 1994, porté par la voix de la chanteuse Marina Casariego (ex-chanteuse du groupe parisien La Marmaille Nue, sœur de Santiago "Santi" Casariego et cousine de Manu Chao),. Le groupe publie en 1995 son premier album studio, Interdit à la vente.
En 1996 sort L'Heure H, deuxième album studio du groupe, qui part ensuite en tournée. Le 4 août 1996, Marousse joue ainsi les titres de l'album aux Francofolies. Celui-ci est décrit par le magazine Billboard comme « un cocktail de ska, reggae, musette, rock, funk et salsa ».
En 1999 sort le troisième opus, Skanka fe. S'ensuit une longue période de tournées, à l'issue de laquelle Marousse publie en 2003 son nouvel album studio, Hara kiri, bien accueilli par la presse spécialisée,. Le 7 mai 2004, le groupe participe au Festival de Bandas de Condom, dans le Gers. Le 10 avril 2006, Marousse publie son dernier album studio, Qui peut sauver la reine ?, au label Garage Records.

## Discographie
- 1995 : Interdit à la vente
- 1996 : L'Heure H
- 1999 : Skanka fe
- 2003 : Hara kiri
- 2006 : Qui peut sauver la reine ?

### Participations
- 2002 : Reprise de Soleil cherche futur sur l'album hommage à Hubert-Félix Thiéfaine Les Fils du coupeur de joints